# Otvovice
Otvovice (deutsch Wotwowitz) ist eine Gemeinde in Tschechien. Sie liegt fünf km südwestlich von Kralupy nad Vltavou bzw. 15 km nordöstlich von Kladno im Tal des Zákolanský potok und gehört zum Okres Kladno. 2006 lebten hier 748 Menschen.

## Sehenswürdigkeiten
- Kapelle St. Prokop, aus dem 19. Jahrhundert

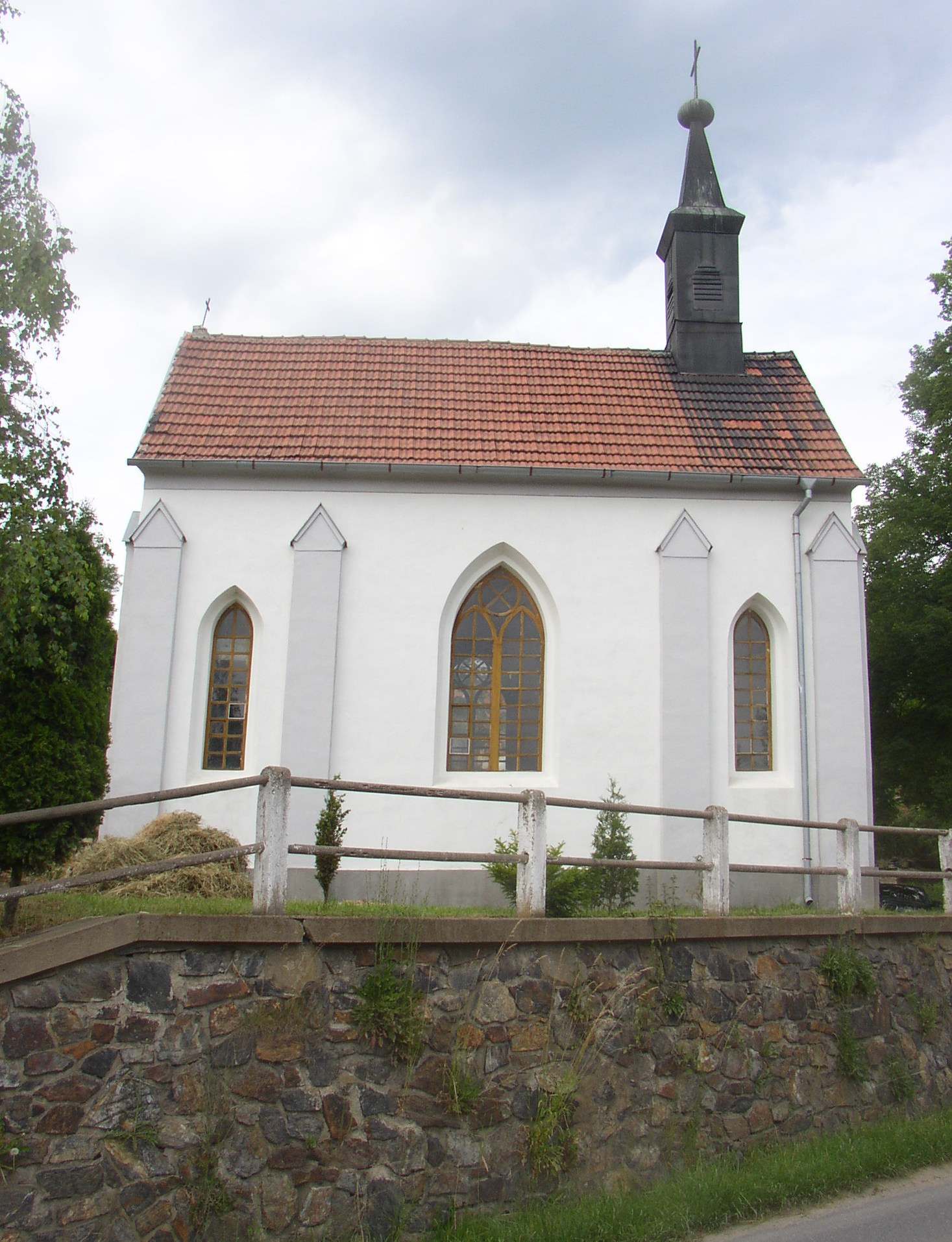
Kapelle St. Prokop

- PP Otvovická Felsen, Schiefer Felsgrat mit einem thermophilen Steppenvegetation auf der rechten Seite des Tales nordöstlich von Otvovice

## Söhne und Töchter der Gemeinde
- Lucie Bílá (* 1966), Sängerin